# 本川公衆便所

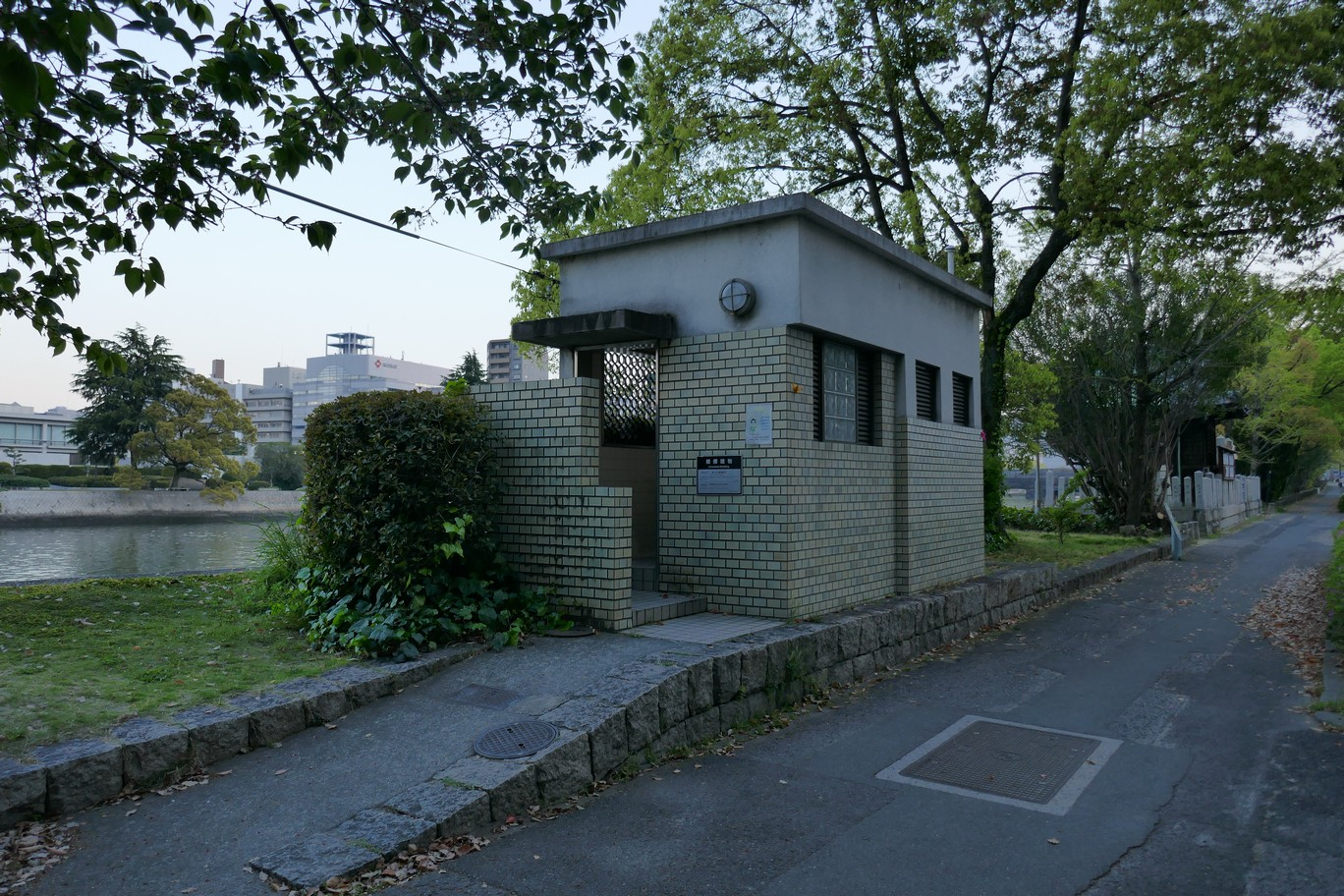
2019年

本川公衆便所（ほんかわこうしゅうべんじょ）は、広島県広島市中区土橋町にある公衆便所。現存する被爆建物の一つであり、便所としては唯一、被爆建物リスト入りしている。旧太田川（本川）沿いにあり広島平和記念公園の対岸に位置する。

## 概要
建築年、施工者ともに不明。鉄筋造11.57m2 。爆心地から約480mに位置した。
原爆の絵に、被災した裸姿の子どもたちが手洗い場を求めて集まり、水を飲んで亡くなったという記録がある。
1965年には市が所有していた記録が残る。そもそも、この便所は被爆建物であると認識されていなかった。2015年、市民団体が米軍が撮影した映像の中に似た建物があることに気づき調査を開始し確定、広島市に被爆建物登録を要請した。同年12月、市は被爆建物に登録した。
国土交通省は高潮・洪水対策のため、太田川水系の河川整備計画を2011年に策定し、一部で着工もしているが、この付近の護岸は工期や工事概要は定まっていない（2017年9月時点）。工事の影響について国土交通省太田川河川事務所は「影響は設計してみないとわからない」としたうえで、移設や一時移動を管理者に求める可能性もあることを2017年9月にコメントしている。

## ギャラリー

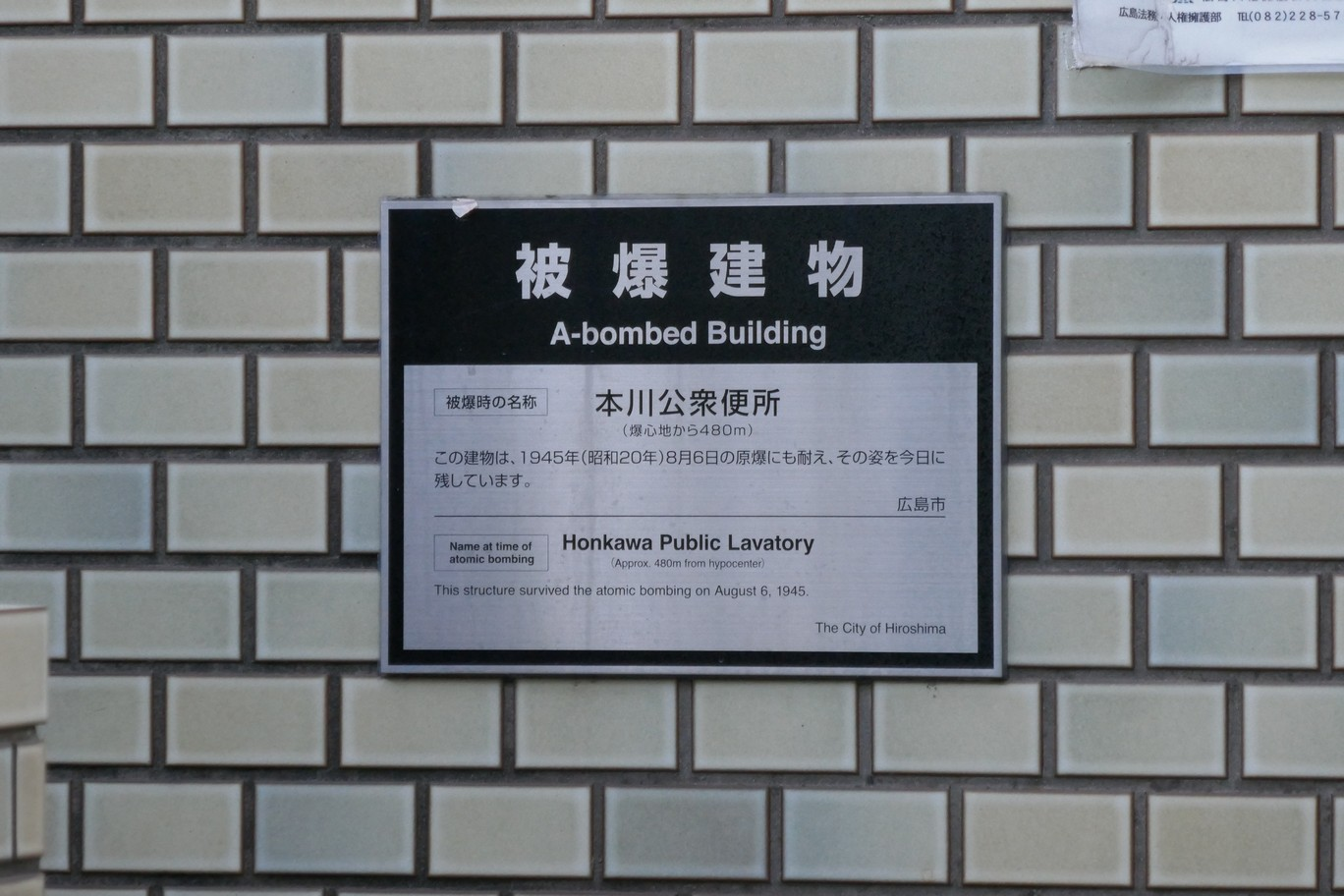
被爆建物であることを示す銘板